# Madison County (Arkansas)
Madison County is een county in de Amerikaanse staat Arkansas.
De county heeft een landoppervlakte van 2.167 km² en telt 14.243 inwoners (volkstelling 2000). De hoofdplaats is Huntsville.

## Bevolkingsontwikkeling

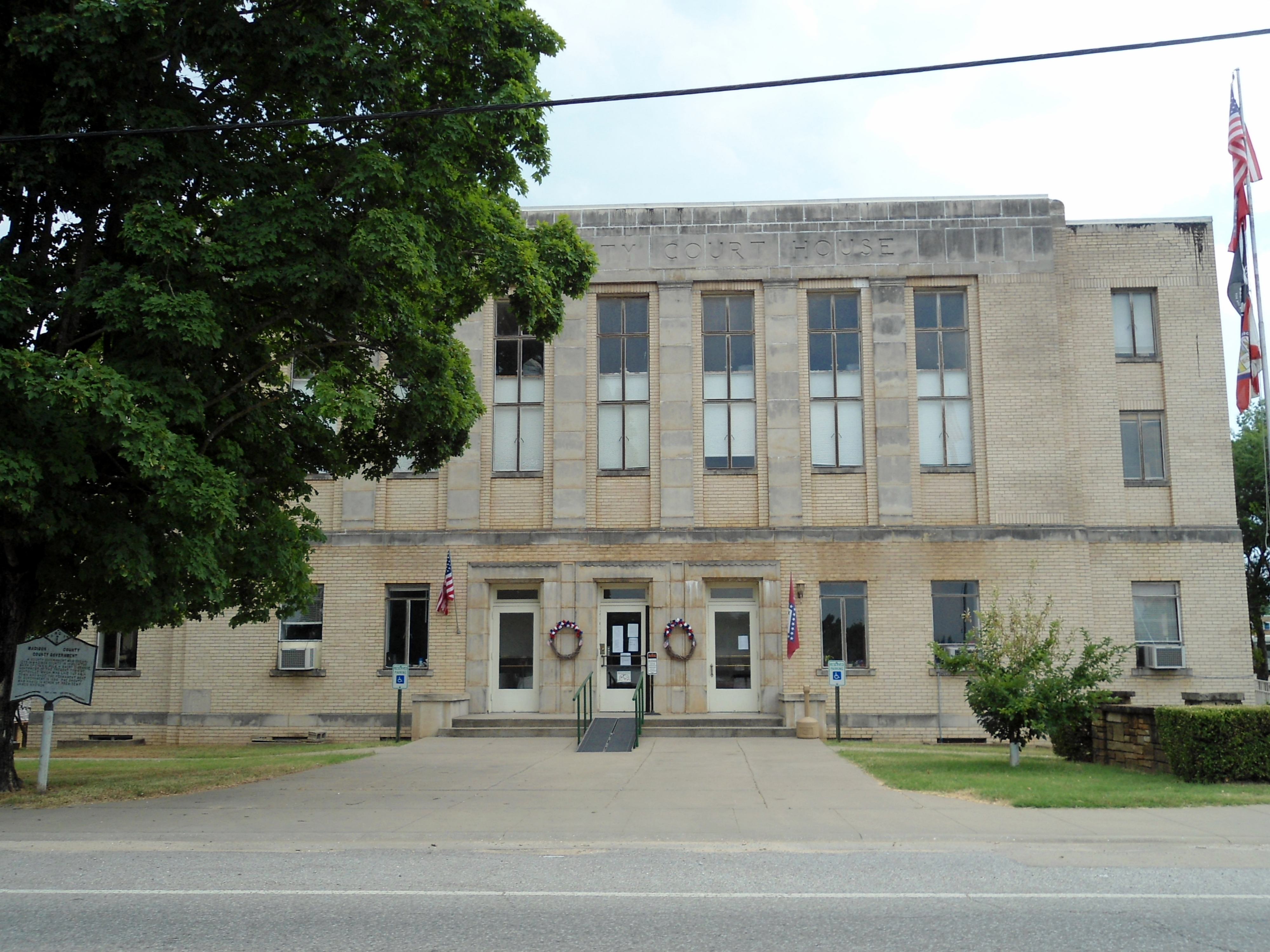
Madison County Courthouse